# Tangara nigroviridis
Tangara nigroviridis là một loài chim trong họ Thraupidae.